# Guillaume Boudy
Guillaume Boudy, nacido el 20 de junio de 1964 en Mónaco, es un alto funcionario y político francés, alcalde de Suresnes desde 2020 y principal asesor de la Cour des Comptes.
Teniente de alcalde encargado de las finanzas de Suresnes de 2014 a 2020, encabezó la lista de LR cuando Christian Dupuy no se presentó a la reelección.
Es Secretario General de Inversiones de 2018 a 2022, cargo adscrito al despacho del Primer Ministro. Anteriormente fue Secretario General del Ministerio de Cultura y Comunicación. 

## Biografía
Guillaume Éric François Boudy nació el 20 de junio de 1964 en Mónaco. Es hijo de André Boudy, abogado, y Régine Cordier.
El 25 de mayo de 1991 se casó con Constance Wattinne. De este matrimonio nacieron cuatro hijos.
Después de sus estudios secundarios y superiores en el Lycée Albert Premier de Mónaco y en el Lycée Masséna de Niza, Guillaume Boudy continuó sus estudios superiores en París, donde obtuvo los diplomas de HEC Paris y Sciences Po.
Guillaume Boudy inició su carrera profesional en 1987 en Venezuela, como director financiero del grupo Renault. En 1991, se incorporó a la Escuela Nacional de Administración (ENA) en el seno de la promoción Léon Gambetta de 1991-1993. Luego trabajó como auditor en la Cour des Comptes durante tres años. De 1994 a 1996 también fue auditor del Programa Mundial de Alimentos de las Naciones Unidas.
En 1996 fue ascendido a asesor del referéndum y en 2009 a asesor principal.
De 1998 a 2000 fue asesor comercial de la Embajada de Francia en Singapur.
Estrecho colega de Hervé Gaymard, fue nombrado director general de servicios del consejo general de Saboya en 2001, cuando Gaymard era presidente del consejo general de Saboya, y director adjunto del gabinete, cuando Gaymard era ministro de Agricultura en 2002-2004, y Ministro de Finanzas y Economía en 2004-2005. pasó. En 2005, fue nombrado director general de la Cité des sciences et de l'industrie.
Fue secretario general del Ministerio de Cultura entre 2008 y 2012, durante el ministerio de cultura de Christine Albanel y Frédéric Mitterrand. En 2016, Laurent Wauquiez, presidente del consejo regional de Auvernia-Ródano-Alpes, lo nombró director general de los servicios del consejo regional.
Fue designado por el Gobierno de Édouard Philippe en enero de 2018 y ejerció el cargo de Secretario General de Inversiones entre 2018 y 2022.
Fue miembro del consejo municipal de La Turbie en 2001-2007, miembro del consejo municipal de Suresnes en 2008-2014, teniente de alcalde de Suresnes (responsable de finanzas) en 2014-2020 y alcalde de Suresnes desde 2020. También fue elegido miembro del consejo provincial de Altos del Sena en 2021 y continúa desempeñándose como vicepresidente del consejo provincial de Altos del Sena.